# Kerk van Beerta

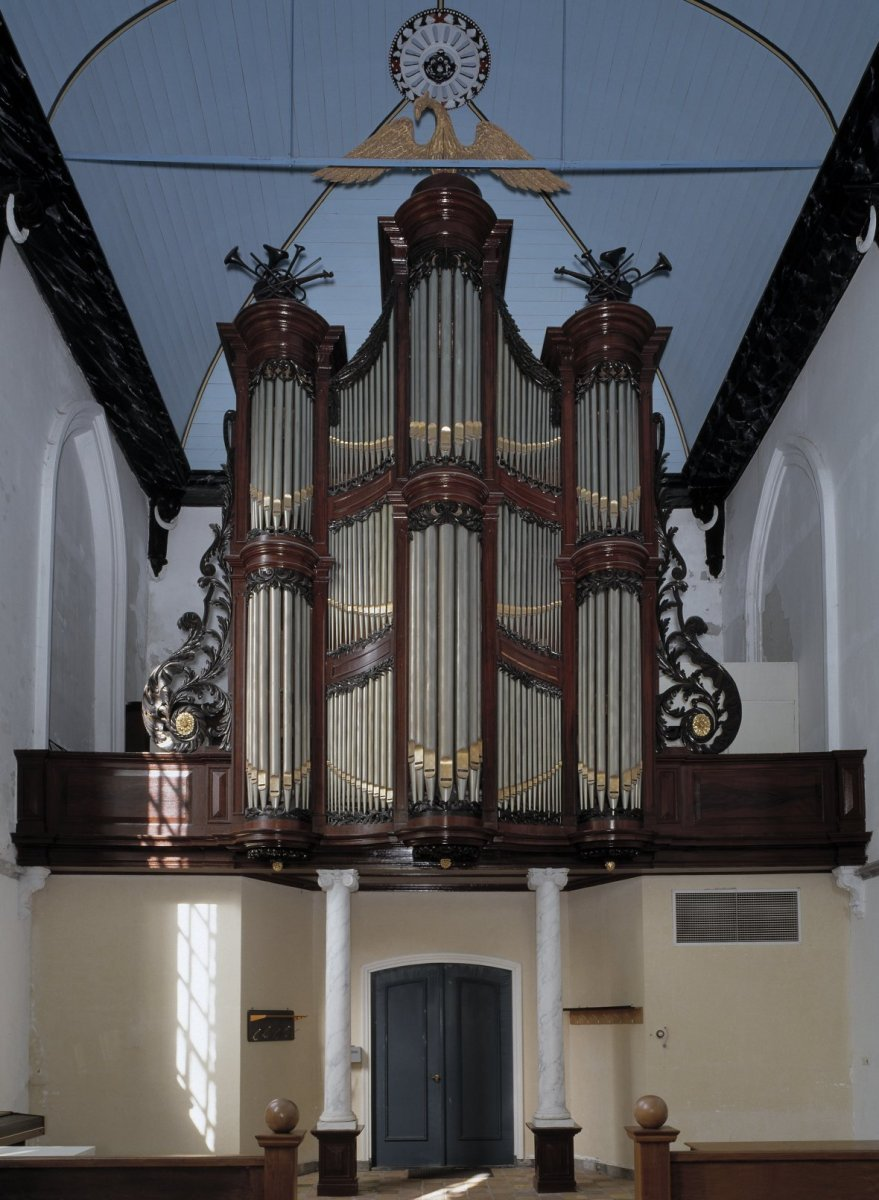
Kerkorgel van Petrus van Oeckelen uit 1862

De kerk van Beerta is een laatgotische kerk in Beerta in de provincie Groningen.
De Beertsters moesten vanwege de oprukkende Dollard in de 15e eeuw uitkijken naar hoger gelegen gronden. De huidige kerk is gebouwd tussen 1506 en (vermoedelijk) 1508. De stichtingsteen met het jaartal 1506 werd lange tijd verloren gewaand, maar in 1961 teruggevonden. De kerkbouw is mogelijk al eerder begonnen: de landerijen van de nieuwe kerk (der nyger kerken) worden vermeld in 1503.
Voor de kerkbouw werden vooral stenen gebruikt van de vervallen kerk van Ulsda, die na 1462 werd ontmanteld. Ook de brokken tufsteen die in de muren werden verwerkt, zullen afkomstig zijn uit Ulsda. Volgens een overlevering werden de stenen via een lange rij mensen doorgegeven totdat ze op hun nieuwe plek waren aangeland. Dit strookt met andere historische gegevens: de 70-jarige edelman Boele Tiddinga uit Winschoten verklaarde in 1563 dat Beerster kercke ao. 1504 mit Ulsder kercken steen getymmert was. De restanten van een ouder gebouw bevinden zich nog onder een kleidek ten oosten van het dorp.
De patroonheilige van Beerta was Bartholomeus; hij werd omstreeks 1609 om onbekende redenen vervangen door Laurentius, wiens afbeelding werd opgenomen in het kerspelzegel van Beerta en daarna in het gemeentewapen van Beerta.
De oorspronkelijke stenen gewelven zijn in 1783 ingestort, waarna men ze door een tongewelf verving. De losstaande kerktoren dateert uit 1806. De toren heeft galmgaten met ronde bogen en een tentdak met daarop een open torenspits.
In 2003 is de kerk overgedragen aan de Stichting Oude Groninger Kerken.